# Wissam A-Tawil
Wissam al-Tawil (în arabă وسم التوليل, transliterat: Wassam Altawil; cunoscut și sub numele de: Haj Jawad; n. 1970, Tir, Liban – d. 8 ianuarie 2024, Majdal Selem⁠(d), Guvernoratul Nabatiye, Liban) a fost un terorist libanez, comandant superior în forța Radwan a organizației teroriste Hezbollah. A fost ucis în Khirbet Salem, Liban, într-un contraatac țintit în timpul luptei de pe frontul de nord din Războiul Săbiilor de Fier.

## Biografie
A-Tawil s-a născut în 1970, s-a alăturat grupării Hezbollah la o vârstă fragedă. În 2006, a participat la răpirea de soldați israelieni la granița cu Libanul, acțiune care a dus la izbucnirea celui de al Doilea Război din Liban. În timpul Războiului Civil Sirian, a jucat un rol central în sprijinirea guvernului sirian condus de Bashar al-Assad. A fost responsabil pentru un atac la Megiddo în martie 2023, în care un israelian a fost grav rănit. Până la moartea sa, a fost comandant superior în forța Radwan a Hezbollahului și a fost responsabil pentru atacul asupra forțelor aeriene de la Muntele Meron, care a avut loc cu două zile înainte de moartea sa.
Când Hezbollah s-a alăturat luptelor din Războiul Civil Sirian în 2013, al-Tawil a fost responsabil de coordonarea dintre Hezbollah și armata arabă siriană în lupta împotriva Statului Islamic și de sprijinirea guvernului sirian condus de Bashar al-Assad în calitate de ajutor apropiat al lui Mustafa Badreddine, comandantul șef al lui Hezbollah în Siria. De asemenea, a participat la lovitura de stat Houthi din Yemen, facilitând transferul de rachete cu rază lungă de acțiune către mișcare.
La momentul morții sale, el ocupa funcția de comandant adjunct în cadrul unității Radwan de elită a Hezbollahului. Potrivit Israelului, el a fost responsabil pentru lovitura asupra bazei forțelor aeriene a Israelului de la Muntele Meron, care a avut loc cu două zile înainte de asasinarea sa.

### Moartea
La 8 ianuarie 2024 a fost ucis într- un contraatac dirijat. Un atac cu dronă i-a lovit mașina la câteva sute de metri de casa sa din orașul Khairbat Salem. Începând cu 8 ianuarie, el este cel mai înalt ofițer din Hezbollah ucis în timpul Războiului dintre Israel și Hamas. Cumnatul lui, Hassan Nasrallah, este secretarul general al Hezbollahului.